# Hiperfantezie
Hiperfantezia este condiția de a crea imagini mentale extrem de vii. Este o condiție opusă afantaziei, în care imaginile vizuale mentale nu sunt prezente. Prezența hiperfantaziei este mai comună decât cea a afantaziei și a fost descrisă ca fiind „la fel de vie ca și văzul uman”. Hiperfantazia constituie toate cele cinci simțuri în cadrul imaginilor mentale vii; cu toate acestea, cercetarea imaginilor mentale „vizuale” domină literatura de specialitate și există o lipsă de cercetare asupra celorlalte patru simțuri.
Cercetarea hiperfanteziei este finalizată în cele mai multe cazuri de chestionare de auto-raportare, cum ar fi Chestionarul pentru Vioitatea imaginilor vizuale (VVIQ), dezvoltat de David Marks în 1973, care evaluează intensitatea imaginilor mentale ale unui individ dintr-un scor de 80. Persoanele cu scoruri de la 75 la 80 sunt considerate hiperfantazici, și se estimează că reprezintă aproximativ 2,5% din populație.